# Скифопольский процесс
Скифопольский процесс (359 год) — судебный процесс по обвинению ряда лиц в государственной измене, произошедший в городе Скифополь (Палестина) во времена вторжения персов в пределы Римской империи.

## Судейский состав
Руководил процессом нотарий Павел, уже имевший большой опыт в подобных делах и комит Востока Модест.Префект претория Гермоген Понтик не был задействован, так как считался слишком мягким в подобных делах.

## Описание процесса
В 359 году ряд людей проживающих на Востоке империи были заподозрены императором Констанцием (естественно не без участия интриганов) в оскорблении его величества. Поводом для подозрений послужили записки к оракулу бога Безы (культ в Абиде (Фиваида)), содержавшие вопросы, которые и привлекли внимание интриганов и были доведены до императора. Констанций поручил нотарию Павлу заняться этим делом. Он получил возможность обогатится за счет конфискации имущества у обвиняемых, поэтому было обвинено большое количество людей.

Поднаторевший в кровавом деле, он получал барыши и доходы от дыбы и палача, как торговец гладиаторами от погребений и поминальных игр. И так как все его помыслы и стремления были направлены на то, чтобы повредить людям, то он не останавливался даже перед подлогом, возбуждая против ни в чем не повинных людей грозящие смертью обвинения, лишь бы обогатиться столь ужасным образом. Мелкое и незначительное обстоятельство дало повод без конца растянуть сыски— Аммиан Марцеллин. Книга XIX
Множество людей было брошено в тюрьму в городе Скифополе и подвергнуто пыткам. Место было выбрано не случайно. Скифополь находился на середине пути между Антиохией и Александрией, откуда и была привезена большая часть обвиняемых.

## Список обвиняемых
(список включает в себя лишь людей имена которых известны, хотя обвинено было гораздо большее число людей).
1. Симплиций, сын Филиппа, бывшего префекта и консула, в ходе расследования был подвергнут пыткам.
  - Обвинение: спрашивал совета у оракула, о том, как ему достичь верховной власти.
  - Приговор: ссылка в определенное место (лат. fuga lata)
2. Гермоген Парнасий, префект Египта.
  - Обвинение: государственная измена.
  - Приговор: смертная казнь, заменена ссылкой.
3. Андроник, поэт.
  - Приговор: оправдан
4. Деметрий, по прозвищу Хитра, философ из Александрии.
  - Обвинение: неоднократно приносил жертвы богу Безе.
  - Приговор: Под пытками(на дыбе) он не изменил первоначальных показаний, в которых утверждал что делал это в юности и лишь чтобы умилостивить бога, не имея злого умысла. Был оправдан и получил разрешения вернутся на родину (в Александрию).

Одним обвиняемым сохранили жизнь, другим повезло меньше, и они были либо замучены до смерти, либо казнены.

Но так как обвинения распространялись все дальше, и сети козней растягивались без конца, то одни приняли смерть во время пытки, другие приговорены были к самым тяжелым наказаниям с конфискацией имущества. Павел являлся душой этих жестокостей; у него был неисчерпаемый запас всяких ухищрений и зловредных козней, и я готов сказать, что от его кивка зависела жизнь всех обитателей земли. Носил ли кто на шее амулет от перемежающейся лихорадки или другого недуга, подавали ли на кого зложелатели донос, будто он вечерней порой переходил через могилу, тотчас привлекали его к ответственности, как отравителя или колдуна, имеющего дело с ужасами мира мертвых и блуждающих по свету душ, — и над ним произносился смертный приговор. Дело велось с такой серьёзностью, как будто множество людей обращались в Кларос, к Додонским дубам и в славные некогда Дельфы, злоумышляя на жизнь императора. А шайка придворных изощрялась в измышлениях отвратительной лести, утверждая, что Констанций окажется недосягаемым для бедствий, которым подвержены обыкновенные люди, и восклицая громким голосом, что его счастье, всегда мощное и бодрое, блистательно проявило себя в подавлении покушений на его особу— Аммиан Марцеллин. Книга XIX